# Лежа (Грузия)
Лежа (груз. ლეჟა) — село в Грузии, на территории Цаленджихского муниципалитета края (мхаре) Самегрело-Верхняя Сванетия.

## География
Село находится в западной части Грузии, к востоку от реки Чанисцкали, на расстоянии приблизительно 5 километров (по прямой) к юго-востоку от города Цаленджиха, административного центра муниципалитета.

## Население
По результатам официальной переписи населения 2014 года, в Леже проживало 188 человек (92 мужчины и 96 женщин). В национальной структуре населения грузины составляли 100 %.